# Awake (L'Arc~en~Ciel)
Real è il decimo album del gruppo giapponese dei L'Arc~en~Ciel. È stato pubblicato il 22 giugno 2005 dalla Ki/oon Records, ed ha raggiunto la prima posizione della classifica Oricon, rimanendo in classifica per diciassette settimane e vendendo 358 703 copie.

## Tracce
1. New World - 4:06
2. Lost Heaven - 4:36
3. Jojoushi (叙情詩) - 5:10
4. Trust - 4:29
5. Killing Me - 4:01
6. As One - 3:44
7. My Dear - 5:09
8. Existence - 4:08
9. Jiyuu e no Shoutai (自由への招待) - 3:59
10. Ophelia - 5:09
11. Hoshizora (星空) - 5:36
12. Twinkle, Twinkle - 5:12
13. Heaven's Drive (Live at Yoyogi National Stadium) - 5:12